# Paul Seitz (évêque)
Paul Léo Seitz mep, né le 22 décembre 1906 au Havre et mort à Paris au Val de Grâce le 24 février 1984, est un missionnaire catholique français qui fut évêque au Viêt Nam.

## Biographie
Paul Seitz est le troisième enfant d'une famille d'origine alsacienne ayant opté pour la France en 1871. Son père tient un salon de coiffure en face de la gare du Havre. Il est baptisé à la paroisse Sainte-Anne du Havre. Il effectue son service militaire au Maroc de décembre 1926 à mars 1928. À la rentrée, il est admis au séminaire des vocations tardives de Fontgombault. Il est admis au séminaire des Missions étrangères de Paris en septembre 1929 à Bièvres et il est ordonné prêtre pour les Missions étrangères de Paris le 4 juillet 1937 par Georges-Marie de Jonghe d'Ardoye, après des études interrompues par deux séjours en sanatorium. Il est envoyé au vicariat apostolique d'Hanoï (Indochine française) où il arrive le 15 octobre 1937 après un mois de voyage.
Il apprend la langue à Ke-So, puis est envoyé en août 1938 à la mission de Cô-Liêu près du petit séminaire du lieu. En février 1939, François Chaize le nomme vicaire à la paroisse franco-vietnamienne de Hanoï et deux ans plus tard, il est en plus aumônier du lycée Albert-Sarraut d'Hanoï. L'Indochine française se trouve alors sous occupation japonaise qui laisse relativement les mains libres à l'administration coloniale. L'aumônier construit et organise un camp de jeunesse au mont Bavi pour les jeunes Français et Indochinois qui - fort de son succès - est visité par les autorités le 9 août 1941. En décembre 1943, le camp est transformé en « centre d'accueil Sainte-Thérèse » pour l'enfance abandonnée, après que le dépôt de mendicité d'Hanoï y eut envoyé 90 petits enfants abandonnés. Rapidement Paul Seitz est surnommé le « don Bosco d'Hanoï ».
En mars 1945, les Japonais mettent fin au protectorat français, emprisonnent des milliers de personnes civiles et militaires liées à l'administration coloniale, ainsi que des ecclésiastiques et les Américains imposent un blocus qui provoque une famine dans le nord et le centre du pays où des centaines de milliers de personnes trouvent la mort. De plus, le Vietminh communiste appuyé par les Chinois s'infiltre dans une grande partie du pays. Paul Seitz replie son orphelinat de garçons à Son-Tây, puis à Hanoï à cause des graves difficultés de ravitaillement, d'abord à l'école Puginier, puis à la Maison Lacordaire en banlieue.
En 1946, c'est le début de la guerre d'Indochine avec l'envoi de troupes françaises pour repousser le Vietminh. Paul Seitz acquiert un terrain en 1951 à Hanoï où il bâtit un orphelinat neuf appelé « la Cité du Christ-Roi ». Il laisse sa charge de vicaire de la paroisse franco-vietnamienne à un autre prêtre des Missions étrangères pour s'occuper à plein temps de sa fondation. Les réfugiés affluent alors que les combats font rage en montagne et dans les rizières. Le 26 février 1952, il est nommé supérieur régional des Missions étrangères de Paris pour le Nord-Indochine. Quatre mois plus tard, le Saint-Siège le nomme évêque titulaire (in partibus) de Catula (de) et vicaire apostolique de Kontum dans une région montagneuse de peuplades ethniquement non-vietnamiennes.

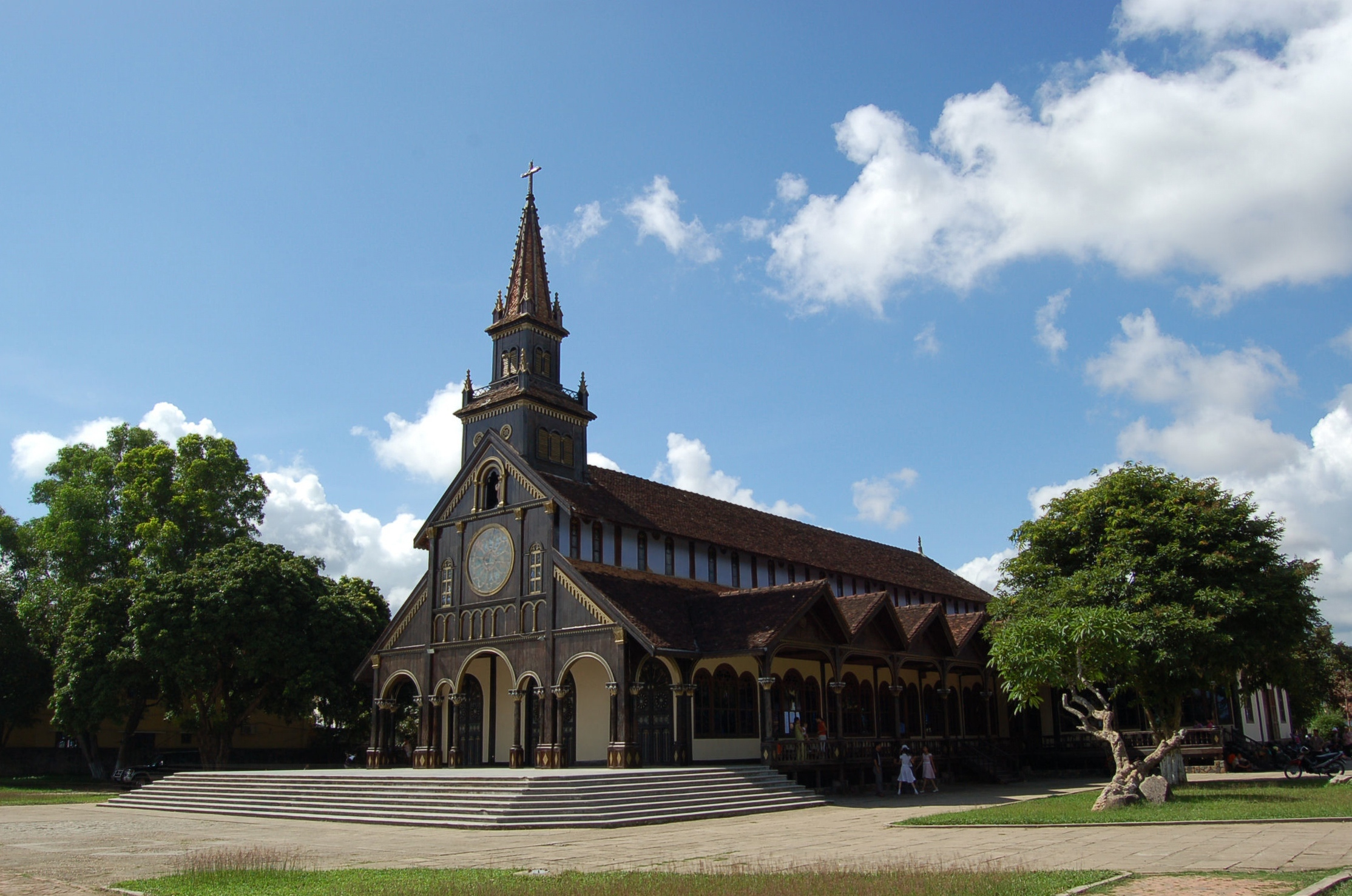
Cathédrale de Kontum

Paul Seitz est consacré le 3 octobre 1952 à la cathédrale Saint-Joseph de Hanoï des mains du délégué apostolique John Jarlath Dooley. Il arrive à Kontum le 2 novembre 1952, jour de la Commémoration de tous les fidèles défunts, et il est intronisé le 6 novembre suivant. Il étudie tout de suite la langue bahnar et commence à visiter les vingt-quatre missions de son district.
Les troupes Viêt Minh attaquent la région de façon de plus en plus violente. Kontum doit être évacuée en janvier 1954. Paul Seitz se replie dans plusieurs endroits du Sud Viêt Nam, dont Saigon et Dalat. Il retourne dans son vicariat le 31 août 1955, alors qu'arrivent par dizaine de milliers des réfugiés du Nord (800 000 Nord-Vietnamiens fuient le Nord dont 600 000 chrétiens). Il fonde de nouvelles  paroisses avec des prêtres vietnamiens pour les accueillir et des œuvres sociales et éducatives en conséquence, dont un collège des Frères des écoles chrétiennes. Certaines de ses œuvres sont transférées dans les années 1970 dans des régions plus sûres à cause de l'intensité de la guerre du Vietnam. Ainsi il fait ouvrir à Saïgon un centre universitaire en 1974 pour accueillir les étudiants des ethnies montagnardes qui ne pouvaient demeurer dans les hauts plateaux du Viêt Nam à cause de la guerre.
À compter de 1957, il fait ouvrir grâce à l'aide financière de donateurs américains un hôpital à Kontum où des coopérants viennent s'engager. Comme tous les autres vicariats, Kontum est érigé en diocèse en novembre 1960 par Jean XXIII et il en est nommé évêque. Il remet un mémoire sur la situation de son diocèse lors d'une audience privée avec Paul VI en 1967, où il fait état de trente-trois paroisses totalement détruites. Un an plus tard, elles sont au nombre de 192 avec 45 000 réfugiés. La ville est bombardée en 1968. Elle tombe avec le reste du Sud Viêt Nam en avril 1975. Dès le 27 mars, il consacre son successeur, Alexis Pham-van-Loc. Il est expulsé du Viêt Nam en août 1975.
Il consacre le reste de sa vie à des conférences, à des études et à des publications sur sa vie et son œuvre de missionnaire. Il présente sa démission d'évêque de Kontum le 2 octobre 1976. Ses funérailles sont célébrées par le cardinal Lustiger à la chapelle des Missions étrangères devant une grande foule, dont de nombreux Vietnamiens.

## Décoration
- Chevalier de la Légion d'honneur, août 1949[réf. nécessaire]

## Quelques publications
- Les devoirs des parents envers leurs enfants / Mandement adressé aux Montagnards, par son Excellence Mgr Paul Seitz, évêque de Catula, vicaire apostolique de Kontum., in « Echos de la Mission », organe officiel de la Mission de Kontum, (Centre Viêtnam), n°76, mars 1958.
- Le Devoir d'apostolat envers les Montagnards/ Mandement de son Excellence Mgr Paul Seitz, évêque de Catula, vicaire apostolique de Kontum, in « Echos de la Mission », organe officiel de la Mission de Kontum (Centre Viêtnam), 17e année, N°77, avril 1958.

- Des hommes debout: les Montagnards du Sud Viêtnam , Paris : éd. Saint-Paul, 1975
- Le Temps des chiens muets, Paris : Flammarion, 1977.